# Cuộc xâm lược Syria của Israel (2024–nay)
Sau khi chế độ Assad sụp đổ vào ngày 8 tháng 12 năm 2024, Israel đã xâm nhập vào vùng đệm ở tây nam Syria (giáp với khu vực Cao nguyên Golan) và tiếp tục duy trì sự chiếm đóng tại đây. Israel cũng tiến hành một chiến dịch oanh tạc đường không nhằm làm tê liệt lực lượng vũ trang Syria mới, đồng thời yêu cầu họ tránh xa khu vực miền nam Syria. Chính phủ Israel tuyên bố hành động này nhằm ngăn chặn bất kỳ “mối đe dọa tiềm tàng” nào từ quốc gia Syria mới.
Israel đã tận dụng khoảng trống quyền lực sau sự sụp đổ của cựu tổng thống Syria Bashar al-Assad để mở rộng diện tích lãnh thổ kiểm soát thêm hàng trăm dặm vuông. Israel tuyên bố Thỏa thuận Phân tách năm 1974 với chính quyền Ba’ath Syria không còn hiệu lực. Israel initially said this new invasion would be "temporary", but later said it would hold onto the territory for an "unlimited time". Ban đầu, Israel nói rằng cuộc xâm lược mới này chỉ mang tính “tạm thời”, nhưng sau đó lại tuyên bố sẽ giữ lãnh thổ này “vô thời hạn”. Israel cũng tiến hành các đợt tấn công quy mô lớn bằng đường không và đường biển vào các mục tiêu quân sự Syria trên khắp cả nước, trong chiến dịch có mật danh “Mũi tên Bashan” (tiếng Hebrew: מבצע חץ הבשן, đã Latinh hoá: Mivtza Ḥetz HaBashan). Chiến dịch này đã làm tê liệt năng lực quân sự của Syria, bao gồm cả lục quân, hải quân, và phá hủy kho vũ khí hóa học của nước này.
Chiến dịch của Israel tại Syria đã bị cộng đồng quốc tế lên án và cáo buộc vi phạm luật pháp quốc tế. Tổng thống Syria Ahmed al-Sharaa đã lên án hành động của Israel và yêu cầu rút quân, nhưng cũng cho biết đất nước ông chưa ở vị thế sẵn sàng bước vào một cuộc chiến mới sau 14 năm nội chiến.
Ngày 25 tháng 2 năm 2025, Israel mở rộng sâu hơn cuộc xâm lược vào miền nam Syria, đồng thời tiến hành một đợt không kích quy mô lớn tại đây và ở Damascus, chỉ một ngày sau khi yêu cầu chính phủ lâm thời Syria phi quân sự hóa miền nam. Kể từ sau các cuộc đụng độ tại Suwayda vào tháng 7 năm 2025, Israel đã tiến hành không kích nhằm vào quân đội Syria, với lý do bảo vệ cộng đồng người Druze tại Syria.

## Bối cảnh

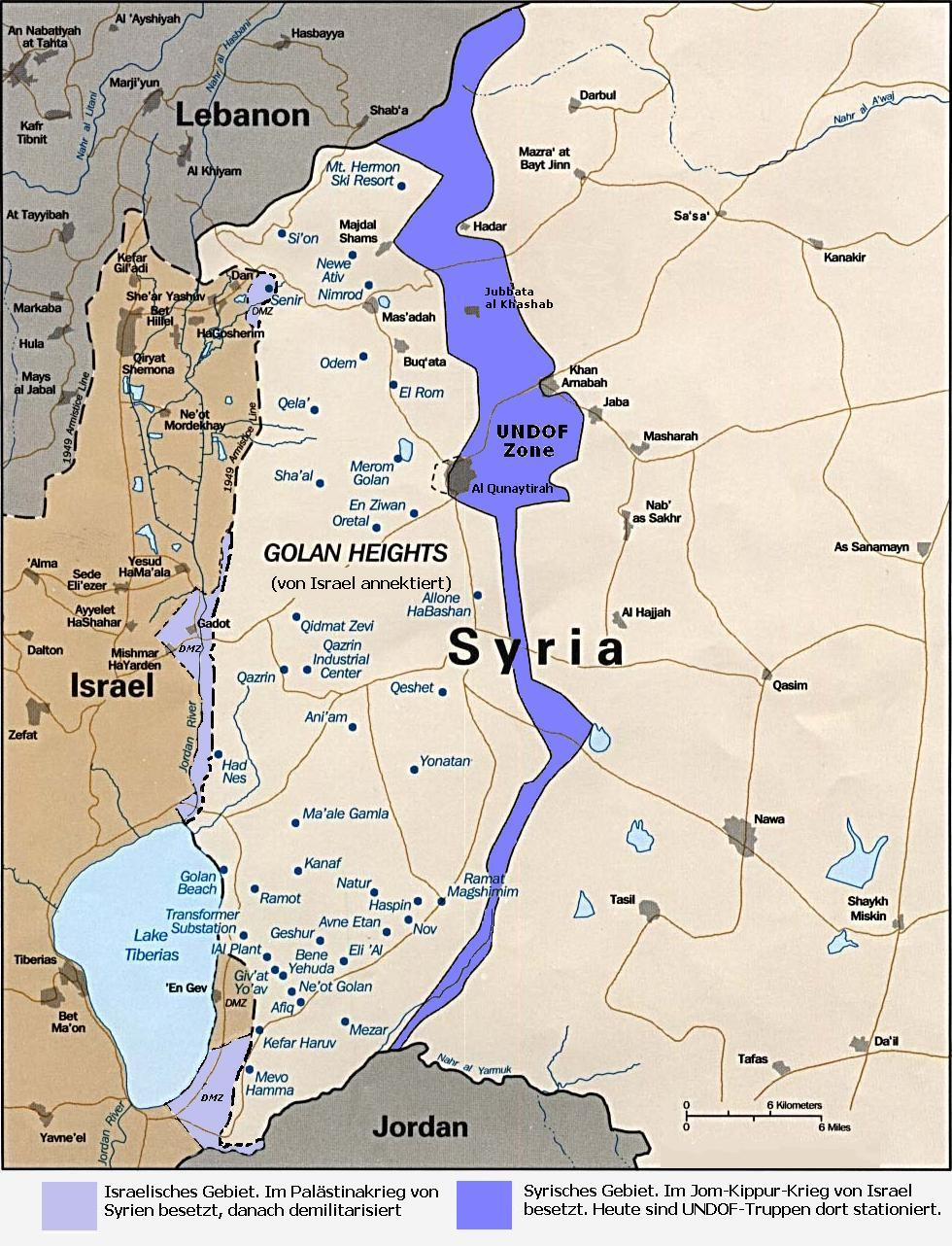
Bản đồ vùng UNDOF Zone (màu tím)

Kể từ sau Chiến tranh Sáu Ngày năm 1967, Israel đã chiếm đóng phần lớn khu vực Cao nguyên Golan của Syria. Sau Chiến tranh Yom Kippur năm 1973, Israel và Syria đã đạt được thỏa thuận ngừng bắn, dẫn đến việc thành lập Lực lượng Giám sát Phân tách của Liên Hợp Quốc (UNDOF), duy trì một vùng đệm nhỏ giữa hai nước. Năm 1981, Israel sáp nhập khu vực này — một hành động bị Liên Hợp Quốc lên án và không được bất kỳ quốc gia nào công nhận ngoại trừ Hoa Kỳ (công nhận vào năm 2019). Trong thời gian chiếm đóng, Israel đã làm suy giảm dân số các thị trấn và làng mạc của Syria, đồng thời thúc đẩy hoạt động định cư của người Israel tại Cao nguyên này.
Vào tháng 11 năm 2024, Liên Hợp Quốc cáo buộc Israel vi phạm Thỏa thuận Phân tách năm 1974 khi tiến hành công trình xây dựng và triển khai xe tăng bên trong khu phi quân sự. UNDOF cho biết họ đã “nhiều lần trao đổi với Lực lượng Phòng vệ Israel (IDF) để phản đối việc xây dựng” này. Israel đáp lại rằng họ “đang xây dựng một hàng rào hoàn toàn trên lãnh thổ Israel nhằm ngăn chặn khả năng xảy ra một cuộc xâm nhập khủng bố và bảo vệ an ninh biên giới Israel,” đồng thời khẳng định “các quan chức Israel và IDF duy trì liên lạc chặt chẽ với các quan chức Liên Hợp Quốc, những người nắm rõ các mối đe dọa trong khu vực.”
Vào tháng 12 năm 2024, phe đối lập Syria mở một cuộc tấn công quy mô lớn vào chính quyền Syria do Bashar al-Assad lãnh đạo. Sau khi chế độ Assad sụp đổ, Bộ trưởng Các vấn đề Kiều dân và Chống Chủ nghĩa Bài Do Thái của Israel, Amichai Chikli, bày tỏ lo ngại về sự biến động chính trị do lực lượng đối lập gây ra, cho rằng “phần lớn Syria hiện nằm dưới sự kiểm soát của al-Qaeda và Daesh.” Ông kêu gọi Israel củng cố lại phòng tuyến ở Núi Hermon thuộc khu vực Cao nguyên Golan do Israel chiếm đóng, dựa trên ranh giới năm 1974, nhằm ngăn chặn khả năng bị tấn công từ chính quyền mới.
Cộng đồng lãnh đạo người Druze tại Syria đã lên án cuộc xâm lược. Hội đồng Quân sự Suwayda mới thành lập tuyên bố cam kết hội nhập vào Quân đội Syria, đồng thời ủng hộ việc phi quân sự hóa miền nam Syria. Lực lượng Sheikh al-Karama — một tổ chức quân sự Druze liên kết với Quân đội Syria Tự do (FSA) — đã lên án cuộc xâm lược là hành vi vi phạm chủ quyền Syria, đồng thời tuyên bố sẽ hợp tác với lực lượng đối lập. Tháng 1 năm 2025, Lực lượng Sheikh al-Karama cùng Lữ đoàn Al-Jabal đã ra tuyên bố chung, nhấn mạnh sẵn sàng hội nhập vào một “thể quân sự thống nhất” ở miền nam Syria.

## Mục tiêu của Israel
Ngày 9 tháng 12 năm 2024, Bộ trưởng Quốc phòng Israel, Israel Katz, đã ban hành mệnh lệnh về các mục tiêu quân sự tại miền nam Syria. IDF nhận được bốn mục tiêu chiến lược chính cần thực hiện “ngay lập tức”:
1. Đảm bảo kiểm soát hoàn toàn vùng đệm và các vị trí chiến lược lân cận tại Syria.
2. Thiết lập một khu vực an ninh mở rộng ra ngoài vùng đệm, tập trung loại bỏ toàn bộ vũ khí hạng nặng và cơ sở hạ tầng khủng bố có thể đe dọa Israel, đồng thời thiết lập liên lạc với cộng đồng Druze địa phương và các cộng đồng khu vực khác.
3. Ngăn chặn ngay lập tức việc tái lập tuyến buôn lậu vũ khí của Iran sang Liban qua lãnh thổ Syria và các cửa khẩu biên giới.
4. Tiếp tục phá hủy các hệ thống vũ khí chiến lược trên khắp Syria, bao gồm mạng lưới phòng không, hệ thống tên lửa, và các cơ sở phòng thủ ven biển.

Israel cũng tuyên bố yêu cầu toàn bộ lãnh thổ Syria ở phía nam Damascus phải được phi quân sự hóa, bao gồm các tỉnh Quneitra, Daraa và Suwayda, đồng thời khẳng định sẽ không dung thứ cho bất kỳ mối đe dọa nào nhằm vào cộng đồng Druze tại miền nam Syria.

## Sự kiện

### Chiến dịch tấn công trên bộ
Sau khi phe đối lập Syria tiến quân ở miền nam, Israel đã tăng cường Sư đoàn 210 và triển khai thêm binh sĩ tới Cao nguyên Golan nhằm ngăn chặn mọi mối đe dọa tiềm tàng. Khi lực lượng đối lập Syria lần đầu chiếm được thị trấn Hader ở miền nam, có thông tin cho rằng Lực lượng Phòng vệ Israel (IDF) đã tiến sâu hơn vào khu vực Cao nguyên Golan để đẩy lùi một cuộc tấn công vào căn cứ Liên Hợp Quốc tại đây. Ngoài ra, IDF cũng đã tăng cường đáng kể hiện diện của mình trong vùng đệm hiện có.

#### 2024
Ngày 8 tháng 12 năm 2024, các đơn vị thiết giáp của Israel, bao gồm xe tăng chiến đấu chủ lực, đã vượt qua ranh giới ngừng bắn ở hàng rào thuộc phần Cao nguyên Golan bị chiếm đóng và tiến vào vùng đệm trong các hoạt động diễn ra vào sáng sớm. Đài Quân đội Israel cho biết IDF và Bộ Tư lệnh Miền Bắc đã khởi động chiến dịch này nhằm củng cố “biên giới” với Syria và ngăn chặn “lan rộng xung đột” hoặc các cuộc tấn công “nhằm vào Israel.”
Cuộc tiến quân mở rộng sang tỉnh Quneitra, với lực lượng đáng kể tiến vào thị trấn Khan Arnabah. Truyền thông Syria đưa tin quân Israel đã tiến vào trung tâm thành phố al-Salam. Sau khi tiến vào tỉnh Quneitra và khu vực Núi Hermon thuộc phía Syria, do Đơn vị Đặc nhiệm Shaldag (Đơn vị 5101) của Israel thực hiện, Thủ tướng Israel Benjamin Netanyahu tuyên bố thỏa thuận ngừng bắn năm 1974 đã sụp đổ khi binh lính Syria bỏ lại các vị trí ở Cao nguyên Golan, và khu vực này sẽ bị chiếm đóng “tạm thời” để “đảm bảo không có lực lượng thù địch nào cắm chân ngay sát biên giới Israel.” Trong thời gian tiếp quản, người phát ngôn IDF Avichay Adraee ban hành lệnh giới nghiêm tại năm ngôi làng của Syria, bao gồm Quneitra, yêu cầu người dân các thị trấn biên giới ở trong nhà “cho đến khi có thông báo mới.” Cùng ngày, kênh Al Arabiya đưa tin Israel đã kiểm soát Tell al-Hara.
Ngày 10 tháng 12, các phóng viên của Al Jazeera và Enab Baladi ghi nhận sự xuất hiện của xe tăng Israel tại nhiều làng Syria như Beer Ajam. Dù cũng có tin xe tăng Israel xuất hiện tận Qatana, cách Damascus 26 km, người phát ngôn IDF khẳng định “IDF không tiến quân về phía Damascus” nhưng thừa nhận ngoài vùng đệm, “một vài điểm bổ sung” đã bị chiếm giữ. Bộ trưởng Quốc phòng Israel cũng tuyên bố muốn lập một “vùng phòng thủ tuyệt đối” ở miền nam Syria để “ngăn chặn việc hình thành và tổ chức các hoạt động khủng bố tại Syria.”
Ngày 11 tháng 12, cộng đồng Do Thái chính thống Chabad đã in ấn cuốn Tanya, một văn bản tôn giáo trọng yếu của Chabad, từ một xe tải nhỏ trên lãnh thổ Syria ở chân Núi Hermon, cách đường tím một đoạn ngắn về phía đông.
Ngày 12 tháng 12, cư dân Syria ở Hader, Hamidiya và Umm Batna, thuộc tỉnh Quneitra, phải rời bỏ nhà cửa sau khi IDF đưa xe quân sự vào, đồng thời lính Israel tiến hành rà soát toàn bộ Umm Batna.
Từ ngày 12 đến 13 tháng 12, các nguồn tin Syria cho biết quân Israel đã có các cuộc gặp chính thức với đại diện cộng đồng địa phương ở khu vực lưu vực sông Yarmouk, phía tây nam tỉnh Daraa, được cho là sử dụng loa phóng thanh và máy bay không người lái bay thấp để phát thông điệp kêu gọi gặp gỡ và đưa ra yêu cầu. Quân Israel được cho là đã nêu rõ các yêu cầu an ninh đối với người dân, bao gồm giao nộp toàn bộ vũ khí trong làng, chấp hành việc khám xét nhà, và cấm chống trả vũ trang đối với bất kỳ chiến dịch quân sự nào. Nguồn tin Syria cũng cho rằng lính Israel dùng loa yêu cầu người dân rời khỏi nhà cửa.
Ngày 15 tháng 12, Israel tìm cách di tản cưỡng bức một số làng Syria tại phần Cao nguyên Golan mới chiếm. Khi người dân từ chối, Israel phá hủy mạng lưới điện và nước để buộc họ rời đi. Chính phủ Israel cũng tuyên bố sẽ mở rộng các khu định cư Israel tại Cao nguyên Golan. Cùng ngày, Netanyahu công bố kế hoạch tăng gấp đôi dân số tại đây, khẳng định Israel sẽ tiếp tục nắm giữ khu vực và “củng cố Cao nguyên Golan là củng cố Nhà nước Israel.”
Ngày 17 tháng 12, Netanyahu gặp Bộ trưởng Quốc phòng Israel Katz, Tổng tham mưu trưởng Herzi Halevi, Tư lệnh Miền Bắc Ori Gordin, và Giám đốc Shin Bet Ronen Bar tại phía Syria của Núi Hermon, nơi họ họp báo cáo an ninh và thăm các tiền đồn trên đỉnh. Trong video quay tại đây, Netanyahu tuyên bố IDF sẽ ở lại Syria “cho đến khi có giải pháp khác đảm bảo an ninh cho Israel.”
Ngày 18 tháng 12, có tin hơn 100 gia đình Syria đã bị quân Israel cưỡng bức trục xuất khỏi Cao nguyên Golan. Nhân chứng nói binh lính Israel đã nổ súng vào họ và nhà cửa. Lực lượng gìn giữ hòa bình LHQ đã gỡ bỏ cờ Israel tại các khu vực mới chiếm.
Ngày 19 tháng 12, có tin quân Israel ngăn nông dân Syria ở Ma’ariya tiếp cận ruộng đồng.
Ngày 20 tháng 12, quân Israel chiếm thêm hai làng Syria là Jamlah và Maaraba, rồi nổ súng vào dân Syria biểu tình phản đối sự chiếm đóng.
Ngày 25 tháng 12, quân Israel nổ súng vào người biểu tình ở các làng Suweisa và Diwaya Al-Kabira, tỉnh Quneitra.
Ngày 30 tháng 12, lực lượng Israel tiến vào Madinat al-Baath và khám xét trụ sở hành chính địa phương. Cùng ngày, giảng viên quân sự Israel Rami Simani tuyên bố Syria “chưa bao giờ thực sự có quyền tồn tại” và “Israel có thể và phải khiến Syria biến mất,” đồng thời kêu gọi chia cắt Syria.

#### 2025
Ngày 9 tháng 1, các quan chức Israel cho biết họ sẽ chiếm giữ lâu dài một “vùng kiểm soát” rộng 15 km và một “vùng ảnh hưởng” sâu 60 km vào bên trong lãnh thổ Syria.
Ngày 31 tháng 1, binh sĩ Israel đụng độ với 5 tay súng thân Assad tại Trinjeh. The Jerusalem Post đưa tin Mặt trận Kháng chiến Hồi giáo tại Syria là thủ phạm vụ tấn công, nhưng Lực lượng Kháng chiến Nhân dân Syria lại nhận trách nhiệm, nói rằng nhiều lính Israel bị thương và phương tiện bị hư hại. IDF nói họ không chịu thương vong.
Ngày 2 tháng 2, IDF tại khu vực gần Jubata al-Khashab và các làng lân cận đã lập tiền đồn và căn cứ quân sự, kèm theo lời kêu gọi từ các quan chức Israel về việc mở rộng định cư của Israel tại Cao nguyên Golan.
Ngày 11 tháng 2, Đài Quân đội Israel đưa tin Israel sẽ kéo dài thời gian chiếm đóng lãnh thổ Syria mới xâm nhập suốt năm 2025.
Ngày 23 tháng 2, IDF xác nhận đã xây ít nhất 9 tiền đồn quân sự tại Syria, gồm 2 ở Núi Hermon và 7 ở vùng đệm.
Ngày 25 tháng 2, IDF hoàn tất các cuộc đột kích ở miền nam Rif Dimashq, tại các làng Al-Kiswa và Daraa, gần thành phố Izra, tiến tới vùng ven làng Al-Bakar, đồng thời vượt qua ranh giới hành chính giữa các tỉnh Daraa và Quneitra ở miền nam Syria, cũng như khu vực Ain al-Bayda ở vùng nông thôn Quneitra. Quân Israel cũng chiếm các làng Sidon Al-Golan và Sidon Al-Hanout ở vùng nông thôn Quneitra. Động thái này diễn ra sau kế hoạch triển khai công nghệ quân sự tiên tiến, hàng rào biên giới, và các chốt kiểm soát ở biên giới Gaza, Lebanon, và Syria. This came after plans to install advanced military technology, border fencing, and checkpoints in the borders of Gaza, Lebanon, and Syria.
Ngày 27 tháng 2, Mặt trận Kháng chiến Hồi giáo tại Syria bắt đầu thành lập các nhóm vũ trang ở miền nam Syria, được cho là có sự hậu thuẫn của Iran.
Ngày 1 tháng 3, Netanyahu và Bộ trưởng Quốc phòng Israel Katz ra lệnh cho IDF chuẩn bị bảo vệ cộng đồng Druze ở Jaramana sau các vụ đụng độ giữa lực lượng an ninh Syria và nhóm địa phương “Lữ đoàn Lá chắn Jaramana,” khiến 1 binh sĩ Syria thiệt mạng.
Ngày 8 tháng 3, IDF thông báo đã thực hiện nhiều cuộc đột kích ở miền nam Syria trong tuần trước, thu giữ và phá hủy vũ khí.
Ngày 19 tháng 3 năm 2025, Israel tiến hành cuộc xâm nhập lớn nhất từ trước tới nay, chiếm làng Al-Adnaniyah ở vùng nông thôn tỉnh Quneitra.
Ngày 25 tháng 3, một số tay súng Syria tấn công binh lính Israel ở Kuwaya. Không có lính Israel nào bị thương, nhưng 5 người bị giết trong loạt bắn trả và một cuộc tấn công bằng máy bay không người lái. Cùng ngày, IDF thông báo Lữ đoàn Dù và Yahalom đã tiến hành nhiều cuộc đột kích nhằm vào kho vũ khí ở miền nam Syria trong những tuần gần đây.
Ngày 2 tháng 4, quân Israel tiến sâu vào tỉnh Daraa, áp sát thành phố Nawa. Các nhà thờ Hồi giáo kêu gọi người dân phòng thủ, và khoảng 2.000 người mang súng săn hoặc tay không đã tập hợp để ngăn Israel chiếm Đập Jabiliya gần đó — hồ chứa của đập này cung cấp nước cho Nawa và các khu định cư lân cận. Đáp lại, Israel tiến hành không kích bằng máy bay không người lái, khiến 9 người chết, sau đó rút quân. Hôm sau, hàng nghìn người dự tang lễ các nạn nhân, trong đó có thống đốc Daraa, Anwar al-Zoubi.
Ngày 4 tháng 4, có tin quân đội và phong trào định cư Israel bắt đầu tổ chức các chuyến đi cho dân Israel vào khu vực Syria mới bị chiếm.
Ngày 10 tháng 4, báo Ynet của Israel đưa tin binh sĩ Israel đã bắn vào những người chăn cừu Syria, khiến 100 con cừu chết. Quân Israel cũng ngăn người Syria tiếp cận đất nông nghiệp và bắn, đe dọa dân thường Syria tại Đập Al-Mantra ở Quneitra. The Israelis have also prevented Syrians from accessing their farmland and have fired towards and threatened Syrian civilians at the Al-Mantra Dam in Quneitra.
Ngày 29 tháng 4, Bộ trưởng Israel Bezalel Smotrich tuyên bố: “Chúng ta sẽ kết thúc chiến dịch này khi Syria bị giải thể.”
Ngày 1 tháng 5, một binh sĩ Israel thuộc Tiểu đoàn 890 thiệt mạng và 3 người khác bị thương nhẹ trong một vụ tai nạn xe trong chiến dịch trên Đường cao tốc 98 ở Cao nguyên Golan.
Ngày 3 tháng 5, IDF thông báo đã điều quân tới miền nam Syria để “ngăn chặn các lực lượng thù địch vào khu vực làng Druze” giữa lúc xảy ra các cuộc đụng độ đẫm máu. IDF cũng sơ tán 15 người Druze Syria bị thương trong các vụ đụng độ tới bệnh viện ở Israel trong tuần.
Ngày 9 tháng 5, 7 nhà báo của BBC Arabic, bao gồm Feras Kilani, bị lính Israel chĩa súng bắt giữ khi đang quay phim gần một chốt kiểm soát bỏ trống, cách Quneitra khoảng 200 km. Họ bị đưa tới một phòng tại điểm giao cắt giữa Quneitra và Cao nguyên Golan, tất cả bị còng tay và bịt mắt trừ Kilani. Nhóm bị giam khoảng 7 giờ, trong đó bị lục soát người, thẩm vấn, và ảnh trên điện thoại, máy tính xách tay bị xóa.
Ngày 3 tháng 6, một loạt rocket Grad được bắn từ Tasil về phía Israel, kích hoạt còi báo động ở miền bắc Israel và Cao nguyên Golan. Rocket rơi xuống khu vực trống gần Ramat Magshimim, IDF đáp trả bằng pháo binh. Một loạt rocket thứ hai bắn vài phút sau, nhưng chưa rõ có xuất phát từ Syria không. Nhóm “Lữ đoàn Liệt sĩ Muhammad al-Deif” nhận trách nhiệm vụ tấn công. A group called the "Martyr Muhammad al-Deif Brigades" claimed responsibility for the attack.
Ngày 12 tháng 6, nguồn tin Syria cho biết khoảng 100 binh sĩ Israel đã đột kích Beit Jinn, giết 1 người và bắt 7 người khác. IDF nói họ bắt giữ nhiều thành viên Hamas đang lên kế hoạch tấn công Israel và thu giữ vũ khí, dù dân làng phủ nhận liên quan đến Hamas.
Ngày 19 tháng 6, quân Israel tiến sâu ít nhất 1,5 km vào nhiều thị trấn tỉnh Quneitra. Theo nguồn tin địa phương, binh lính Israel phá hủy ít nhất 15 ngôi nhà, cùng đất nông nghiệp và rừng.
Ngày 13 tháng 7, IDF thông báo đã thu giữ hơn 3 tấn vũ khí như bom, mìn chống tăng và rocket từ các cơ sở quân sự ở miền nam Syria thuộc chính quyền Assad.

### Không kích

#### 2024
Ngày 8 tháng 12 năm 2024, Không quân Israel tiến hành các chiến dịch tấn công có chọn lọc vào các kho vũ khí mà Israel coi là mối đe dọa chiến lược trên khắp miền nam Syria, nhằm ngăn chúng rơi vào tay lực lượng đối lập. Các quan chức Israel nói mục tiêu bao gồm các kho vũ khí hóa học nhỏ (chủ yếu là khí mù tạt và khí VX), các giàn radar, phương tiện chở tên lửa phòng không do Nga sản xuất, và các kho tên lửa Scud. Mũ Bảo hiểm Trắng báo cáo: “Không có bằng chứng về khí độc bất thường trong quá trình dập lửa, và không ghi nhận trường hợp nào bị ngạt trong dân thường.” Israel cũng được cho là đã không kích trụ sở tình báo và hải quan của Syria, với các vụ nổ được ghi nhận tại Damascus. Sau đó, Israel pháo kích mạnh vào Căn cứ Không quân Mezzeh.
Rạng sáng 9 tháng 12 năm 2024, Israel tiến hành nhiều cuộc không kích trên khắp các tỉnh Daraa và Suwayda ở miền nam Syria. Sáu vụ không kích được ghi nhận tại một căn cứ không quân phía bắc Suwayda, trong khi nhiều vụ khác nhắm vào kho đạn dược ở Nawa và vùng nông thôn Daraa. Đến tối, Không quân và Hải quân Israel đã tấn công các tài sản hải quân tại cảng Latakia, một cơ sở sản xuất vũ khí hóa học bị cáo buộc ở Barzeh, và sân bay Qamishli ở miền bắc Syria. Khoảng 200 cuộc không kích này, bao gồm các vụ ở Damascus, Daraa, Latakia và Hama, đã phá hủy hàng chục tiêm kích và trực thăng trong giai đoạn đầu, cùng toàn bộ hạm đội hải quân Syria trong giai đoạn sau. Một quan chức cấp cao Israel cho biết các cuộc không kích “sẽ tiếp tục trong những ngày tới”.
Sáng 10 tháng 12, các bức ảnh cho thấy tàu tên lửa lớp Osa bị đánh chìm ở cảng Latakia sau đêm không kích của Israel. IDF thông báo không quân và hải quân của họ đã tiến hành hơn 480 vụ tấn công ở Syria trong vòng 48 giờ, trong đó 350 vụ nhắm vào sân bay, trận địa phòng không, tên lửa, máy bay không người lái, tiêm kích, xe tăng và các cơ sở sản xuất vũ khí, phá hủy từ 70% đến 80% vũ khí chiến lược của Syria. Ngoài ra, 15 tàu hải quân bị phá hủy trong các vụ đánh vào Minet el-Beida và Latakia. Đêm 16 tháng 12, Israel tiếp tục tấn công radar và hệ thống phòng không ở Tartous và Damascus, với đòn đánh ở Tartous sử dụng loại đạn đặc biệt nặng. Trong 8 ngày kể từ khi chính quyền Assad sụp đổ, Israel đã tấn công Syria khoảng 600 lần. Phóng viên Resul Serdar của Al Jazeera nhận xét: “Israel đang theo đuổi chiến lược làm suy yếu năng lực phòng không và không quân của Syria.” Một nguồn tin an ninh cấp cao Israel mô tả đây là “chiến dịch không quân lớn nhất trong lịch sử của không quân Israel”. Một cựu chỉ huy phiến quân tuyên bố rằng Syria sẽ “mất hàng thập kỷ để tái thiết một quân đội quốc gia”. Một tờ báo Thổ Nhĩ Kỳ đưa tin Assad đã cung cấp thông tin về các căn cứ quân sự Syria cho Israel để đổi lấy hành lang an toàn rời khỏi đất nước.
Ngày 18 tháng 12, Netanyahu hứa sẽ không tấn công khu vực gần nhà tù gần Damascus, nơi nhà báo Mỹ Austin Tice có thể đang bị giam giữ, sau khi mẹ ông gửi thư kêu gọi dừng không kích để việc tìm kiếm có thể tiếp tục.
Ngày 29 tháng 12, 11 người, chủ yếu là dân thường, thiệt mạng trong vụ nổ được cho là không kích của Israel nhằm vào kho vũ khí cũ của Quân đội Syria ở Adra, gần Damascus.

#### 2025
Ngày 15 tháng 1, Không quân Israel tấn công một đoàn xe của Hay'at Tahrir al-Sham (HTS) ở tỉnh Quneitra, giết hai thành viên HTS và thị trưởng một làng địa phương. Đây là lần đầu Israel nhắm vào lực lượng HTS kể từ khi chế độ Assad sụp đổ.
Ngày 25 tháng 2, Syria lên án việc Israel chiếm đóng lãnh thổ Syria tại hội nghị đối thoại quốc gia và yêu cầu rút quân. Vài giờ sau, Israel mở đợt không kích lớn vào Damascus và miền nam Syria, một ngày sau khi yêu cầu chính phủ lâm thời Syria giải giáp ở Quneitra, Daraa và Suwayda. Ít nhất hai người chết ở tây nam Damascus.
Ngày 10 tháng 3, IDF cho biết đã tấn công các hệ thống radar, thiết bị trinh sát, cùng các căn cứ và kho vũ khí ở tỉnh Daraa. 22 tiêm kích tham gia, thả hơn 60 quả đạn xuống hàng chục mục tiêu. Nguồn tin Syria cho biết các đòn đánh ở Izra và Jabab nhắm vào căn cứ của Lữ đoàn 12 và Tiểu đoàn 89 của Quân đội Syria dưới thời Assad.
Ngày 13 tháng 3, IDF tấn công nhà của lãnh đạo Thánh chiến Hồi giáo Palestine (PIJ) Ziyad al-Nakhalah tại Dummar, nơi bị cáo buộc là trụ sở của PIJ. Ngôi nhà trống khi bị đánh, nhưng có báo cáo một người thiệt mạng.
Ngày 17 tháng 3, IDF cho biết đã tấn công các sở chỉ huy và căn cứ chứa vũ khí, phương tiện của chế độ Assad ở miền nam Syria. Hãng SANA đưa tin hai người chết và 19 người bị thương trong vụ đánh ở Daraa.
Ngày 21 tháng 3, IDF tấn công mục tiêu quân sự ở Palmyra và căn cứ không quân Tiyas tại tỉnh Homs. Ít nhất hai nhân viên an ninh Syria bị thương.
Ngày 25 tháng 3, IDF giết bốn dân thường tại làng Kuya ở thung lũng Yarmouk, vùng nông thôn phía tây Daraa.
Ngày 2 tháng 4, Israel thực hiện 11 vụ không kích vào Damascus và Hama.
Ngày 3 tháng 4, Israel tiếp tục không kích Daraa, giết ít nhất 11 người và thả tờ rơi cảnh báo về sự hiện diện của “tay súng” trong khu vực.
Ngày 30 tháng 4, IDF tiến hành một vụ tấn công bằng máy bay không người lái ở ngoại ô Damascus nhằm vào một nhóm vũ trang bị cáo buộc chuẩn bị tấn công cộng đồng Druze tại Suwayda. Chính phủ Syria cho biết một sĩ quan an ninh bị giết và một số người khác bị thương. Vụ việc diễn ra sau khi lãnh đạo Druze ở Israel, Mowafaq Tarif, kêu gọi chính phủ Israel “hành động” để bảo vệ cộng đồng tôn giáo thiểu số này.
Ngày 2 tháng 5, IDF không kích gần phủ tổng thống ở Damascus, cảnh báo quân đội Syria dừng tấn công Druze. Sau đó, SOHR báo cáo ít nhất 20 vụ tấn công của Israel vào các cơ sở quân sự ở Syria. Theo SANA, các vụ đánh xảy ra ở Damascus, Latakia, Hama và Daraa, khiến một người chết ở Harasta và bốn người bị thương ở Hama. Cùng ngày, bốn chiến binh Druze thiệt mạng trong một vụ tấn công bằng máy bay không người lái (không rõ nguồn) ở một trang trại tại Kanaker, nhưng SANA cáo buộc Israel đứng sau.
Ngày 30 tháng 5, IDF tuyên bố đã tấn công các cơ sở lưu trữ tên lửa chống hạm “đe dọa tự do hàng hải quốc tế và Israel” và các bộ phận tên lửa phòng không ở khu vực Latakia. SOHR đưa tin các cơ sở quân sự ở ngoại ô Tartus và Latakia bị đánh, trong khi SANA cho biết một dân thường chết và ba người khác bị thương gần Zama, huyện Jableh.
Ngày 4 tháng 6, IDF cho biết đã không kích kho vũ khí của Syria ngay sau khi hai quả đạn được bắn từ lãnh thổ Syria vào Cao nguyên Golan, mà Katz quy trách nhiệm cho al-Sharaa. Bộ Ngoại giao Syria nói các đòn đánh gây “tổn thất nhân mạng và vật chất nghiêm trọng” ở miền nam Syria. SOHR báo cáo có “các vụ nổ dữ dội” tại Quneitra và Daraa. Ngày 8 tháng 6, IAF đánh bom một chiếc xe ở miền nam Syria, nói rằng đã giết một thành viên Hamas, đồng thời làm hai người khác bị thương.
Ngày 16 tháng 7, Lực lượng Phòng vệ Israel (IDF) đã ném bom lối vào trụ sở quân đội Syria tại Damascus như một lời cảnh báo, viện dẫn lo ngại an ninh trước việc quân đội Syria triển khai tới Suwayda để khôi phục trật tự giữa các cuộc đụng độ ở miền nam Syria vào tháng 7 năm 2025. Các đợt không kích dữ dội hơn sau đó đã nhắm vào toàn bộ khu phức hợp trụ sở quân đội Syria, gây thiệt hại và tàn phá lớn đối với tòa nhà chính. Tiếp đó, các đợt không kích khác còn nhắm vào khu vực gần Phủ Tổng thống tại Damascus. Bộ Y tế Syria báo cáo ít nhất 3 người thiệt mạng và 34 người bị thương do các cuộc tấn công này. Cũng trong ngày, Israel tiến hành không kích nhiều mục tiêu khác trên khắp các tỉnh Suwayda và Daraa, bao gồm Căn cứ Không quân al-Tha'lah và các mục tiêu quân sự khác.

## Mở rộng vùng chiếm đóng
Trước khi xảy ra cuộc xâm lược, “Đường Tím” (Purple Line) là ranh giới ngừng bắn được cả hai bên công nhận và Liên Hợp Quốc phê chuẩn, phân định khu vực Cao nguyên Golan do Israel chiếm đóng và phần do Syria kiểm soát. Điểm qua lại Quneitra là cửa khẩu chính thức, được sử dụng bởi nhân viên Liên Hợp Quốc và cộng đồng người Druze tại Golan.
Sau khi Israel xâm lược và mở rộng vùng chiếm đóng, một đường ranh giới mới đánh dấu các vị trí của Israel được hình thành về phía bắc. Một trạm kiểm soát nằm ở phía tây bắc thị trấn Hadar, Syria, trong khi các trạm khác được đặt ở lối vào của các ngôi làng khác. Có báo cáo về các chốt kiểm soát giữa Beqaasem, Rima và Arnah, cũng như trên khu vực núi Jabal Barbar thuộc dãy Hermon. Ngoài các chốt, IDF còn đang xây dựng một hào sâu 6 mét (20 ft).

## Nỗ lực hòa bình
Từ cuối tháng 6 năm 2025, Israel và Syria tham gia “các cuộc đàm phán nâng cao” do Hoa Kỳ làm trung gian, nhằm chấm dứt xung đột và bình thường hóa quan hệ. Khả năng Syria tham gia Hiệp định Abraham đã được đề cập, dù Israel vẫn kiên quyết giữ quyền kiểm soát Cao nguyên Golan. Ngoại trưởng Syria Asaad Al-Shaibani tuyên bố Syria mong muốn trở lại các điều khoản của thỏa thuận Phân tách năm 1974. Trở ngại lớn là yêu cầu của Syria rằng Israel phải chấm dứt các hoạt động và không kích bên trong lãnh thổ Syria. Một số nguồn tin Israel cho biết có đề xuất Syria có thể lấy lại một phần ba Cao nguyên Golan và sáp nhập các vùng Sunni ở Bắc Liban cùng Thung lũng Beqaa (bao gồm thành phố Tripoli) để đổi lấy hòa bình với Israel.

## Phản ứng

### Các bên liên quan
- Israel: Tháng 12 năm 2024, chính phủ Israel nói rằng đây là một chiến dịch quân sự tạm thời, Mỹ đã được thông báo trước, và Israel “không can thiệp vào xung đột nội bộ tại Syria.” Sau đó, IDF cho biết họ “có thể sẽ ở lại đó trong tương lai gần.” Lãnh đạo đối lập Yair Lapid ủng hộ chiến dịch nhưng chỉ trích cách điều hành của Thủ tướng Netanyahu. Ngày 23 tháng 2 năm 2025, Netanyahu yêu cầu phi quân sự hóa hoàn toàn miền nam Syria và rút quân Syria khỏi khu vực phía nam Damascus. Bộ trưởng Quốc phòng Israel Katz tuyên bố lực lượng Israel sẽ ở lại “vô thời hạn” để bảo vệ cộng đồng và ngăn chặn mối đe dọa.
- Syria: Lãnh đạo lâm thời Ahmed al-Sharaa (lên làm tổng thống năm 2025) khẳng định Syria vẫn cam kết với thỏa thuận 1974, không tìm kiếm xung đột, và không cho phép lãnh thổ Syria bị dùng để tấn công quốc gia khác. Đại sứ Syria tại LHQ kêu gọi Hội đồng Bảo an buộc Israel chấm dứt tấn công và rút quân về Đường Tím.

### Quốc tế
- Liên đoàn Ả Rập, Ai Cập, Pháp, Iran, Iraq, Jordan, Pakistan, Qatar, Ả Rập Xê Út, Thổ Nhĩ Kỳ, UAE đều lên án hành động của Israel, cho rằng vi phạm luật pháp quốc tế và đe dọa hòa bình khu vực.
- Hoa Kỳ: Bộ Ngoại giao cho rằng mọi quốc gia có quyền hành động chống khủng bố, và mô tả đây là hành động tạm thời nhằm ngăn vũ khí Syria bị rơi vào tay các nhóm cực đoan. Ngoại trưởng Antony Blinken nói Mỹ đang trao đổi với Israel và các bên liên quan về hướng đi tiếp theo.
- Liên Hợp Quốc: Tổng Thư ký Antonio Guterres và đặc phái viên Geir Pedersen đều khẳng định Israel đã vi phạm thỏa thuận 1974 và cần rút quân.

## Phân tích
Robert Geist Pinfold (ĐH Durham) nhận định Israel đang lập luận rằng họ cần “một vùng đệm để bảo vệ vùng đệm” ở Cao nguyên Golan, và đặt câu hỏi về giới hạn của chiến lược này. Một số cư dân địa phương cũng bày tỏ lo ngại về thời gian Israel ở lại, trong khi cựu Thủ tướng Ehud Olmert phản đối mở rộng vùng đệm. Axios cho rằng cuộc ném bom Syria tháng 7/2025 một phần là do áp lực chính trị nội bộ từ cộng đồng Druze ở Israel.